# Synnomos
Synnomos is een geslacht van vlinders van de familie spanners (Geometridae), uit de onderfamilie Ennominae.

## Soorten
- S. apicistrigata Warren, 1895
- S. firmamentaria Guenée, 1858
- S. mixtipennaria Walker, 1860
- S. narangia Schaus, 1901